# 賴杜日內
49°11′25″N 34°26′19″E / 49.19028°N 34.43861°E
賴杜日內（烏克蘭語：Райдужне，羅馬化：Raiduzhne，至2016年舊名奧博羅納拉德）是烏克蘭中部波爾塔瓦州波爾塔瓦區的村落，分別距離雷庫尼夫卡2公里和蘇哈馬亞奇卡2.5公里，面積1.44平方公里，海拔高度78米，2001年人口145。